# 小行星3778
小行星3778（3778 Regge）是一颗围绕太阳公转的小行星。1984年4月26日，華特·費雷里在拉西拉天文台发现了此天体。
这颗小行星的绝对星等为95.98920804798419等。